# Giải vô địch bóng chuyền nam U20 châu Á
Giải vô địch bóng chuyền nam U-20 châu Á là một giải bóng chuyền quốc tế được tổ chức ở khu vực châu Á và châu Đại Dương, dành cho các đội tuyển quốc gia nam dưới 20 tuổi là thành viên của Liên đoàn bóng chuyền châu Á (AVC) – cơ quan quản lý môn thể thao này trong khu vực. Giải đấu được tổ chức định kì 2 năm một lần kể từ năm 1980. Bốn đội đứng đầu giải đấu sẽ giành quyền tham dự Giải vô địch bóng chuyền nam U21 thế giới do FIVB tổ chức.
Nhà vô địch hiện tại là Iran, đội đã giành danh hiệu lần thứ bảy tại giải năm 2024. Trong tổng số 20 kỳ giải đã tổ chức, có bốn đội tuyển quốc gia từng lên ngôi vô địch: Iran (7 lần), Hàn Quốc (6 lần), Trung Quốc (4 lần) và Nhật Bản (3 lần).

## Tóm tắt kết quả
| Năm           | Chủ nhà               |                             | Chung kết                   | Chung kết                   | Chung kết                   |                             | Tranh hạng ba               | Tranh hạng ba               | Tranh hạng ba               |                             | Số đội                      |
| Năm           | Chủ nhà               | Vô địch                     | Tỷ số                       | Á quân                      | Hạng 3                      | Tỷ số                       | Hạng 4                      |                             |                             |                             | Số đội                      |
| ------------- | --------------------- | --------------------------- | --------------------------- | --------------------------- | --------------------------- | --------------------------- | --------------------------- | --------------------------- | --------------------------- | --------------------------- | --------------------------- |
| 1980 Chi tiết | Seoul                 | Hàn Quốc                    | Vòng tròn một lượt          | Nhật Bản                    | Ấn Độ                       | Vòng tròn một lượt          | Indonesia                   | 10                          |                             |                             |                             |
| 1984 Chi tiết | Riyadh                | Hàn Quốc                    |                             | Trung Quốc                  | Nhật Bản                    |                             | Ả Rập Xê Út                 | 8                           |                             |                             |                             |
| 1986 Chi tiết | Bangkok               | Hàn Quốc                    | 3–2                         | Nhật Bản                    | Trung Quốc                  | 3–1                         | Triều Tiên                  | 15                          |                             |                             |                             |
| 1988 Chi tiết | Jakarta               | Nhật Bản                    | 3–1                         | Hàn Quốc                    | Trung Quốc                  |                             | Indonesia                   | 17                          |                             |                             |                             |
| 1990 Chi tiết | Bangkok               | Trung Quốc                  |                             | Nhật Bản                    | Hàn Quốc                    |                             | Thái Lan                    | 14                          |                             |                             |                             |
| 1992 Chi tiết | Tehran                | Hàn Quốc                    |                             | Nhật Bản                    | Trung Quốc                  |                             | Iran                        | 13                          |                             |                             |                             |
| 1994 Chi tiết | Doha                  | Hàn Quốc                    | Vòng tròn một lượt          | Ấn Độ                       | Trung Quốc                  | Vòng tròn một lượt          | Nhật Bản                    | 12                          |                             |                             |                             |
| 1996 Chi tiết | Thành phố Hồ Chí Minh | Trung Quốc                  | Vòng tròn một lượt          | Đài Bắc Trung Hoa           | Nhật Bản                    | Vòng tròn một lượt          | Ấn Độ                       | 13                          |                             |                             |                             |
| 1998 Chi tiết | Tehran                | Iran                        | Vòng tròn một lượt          | Hàn Quốc                    | Đài Bắc Trung Hoa           | Vòng tròn một lượt          | Trung Quốc                  | 12                          |                             |                             |                             |
| 2000 Chi tiết | Tehran                | Trung Quốc                  | Vòng tròn một lượt          | Ả Rập Xê Út                 | Iran                        | Vòng tròn một lượt          | Nhật Bản                    | 13                          |                             |                             |                             |
| 2002 Chi tiết | Tehran                | Iran                        | 3–1                         | Ấn Độ                       | Trung Quốc                  | 3–0                         | Hàn Quốc                    | 14                          |                             |                             |                             |
| 2004 Chi tiết | Doha                  | Hàn Quốc                    | 3–1                         | Iran                        | Qatar                       | 3–2                         | Nhật Bản                    | 19                          |                             |                             |                             |
| 2006 Chi tiết | Tehran                | Iran                        | Vòng tròn một lượt          | Nhật Bản                    | Ấn Độ                       | Vòng tròn một lượt          | Đài Bắc Trung Hoa           | 16                          |                             |                             |                             |
| 2008 Chi tiết | Tehran                | Iran                        | 3–1                         | Trung Quốc                  | Pakistan                    | 3–0                         | Ấn Độ                       | 13                          |                             |                             |                             |
| 2010 Chi tiết | Nakhon Pathom         | Nhật Bản                    | 3–1                         | Iran                        | Ấn Độ                       | 3–2                         | Trung Quốc                  | 16                          |                             |                             |                             |
| 2012 Chi tiết | Urmia                 | Nhật Bản                    | 3–0                         | Trung Quốc                  | Iran                        | 3–0                         | Ấn Độ                       | 13                          |                             |                             |                             |
| 2014 Chi tiết | Manama                | Iran                        | 3–0                         | Trung Quốc                  | Hàn Quốc                    | 3–0                         | Bahrain                     | 18                          |                             |                             |                             |
| 2016 Chi tiết | Cao Hùng              | Trung Quốc                  | 3–2                         | Iran                        | Hàn Quốc                    | 3–2                         | Nhật Bản                    | 16                          |                             |                             |                             |
| 2018 Chi tiết | Riffa                 | Iran                        | 3–0                         | Hàn Quốc                    | Thái Lan                    | 3–1                         | Iraq                        | 23                          |                             |                             |                             |
| 2020 Chi tiết | Tehran                | Bị hủy do đại dịch COVID-19 | Bị hủy do đại dịch COVID-19 | Bị hủy do đại dịch COVID-19 | Bị hủy do đại dịch COVID-19 | Bị hủy do đại dịch COVID-19 | Bị hủy do đại dịch COVID-19 | Bị hủy do đại dịch COVID-19 | Bị hủy do đại dịch COVID-19 | Bị hủy do đại dịch COVID-19 | Bị hủy do đại dịch COVID-19 |
| 2022 Chi tiết | Riffa                 | Iran                        | 3–1                         | Ấn Độ                       |                             | Hàn Quốc                    | 3–0                         | Thái Lan                    |                             | 17                          |                             |
| 2024 Chi tiết | Surabaya              | Iran                        | 3–0                         | Hàn Quốc                    | Nhật Bản                    | 3–1                         | Indonesia                   | 16                          |                             |                             |                             |

### Các đội lọt vào top 4
| Đội tuyển         | Vô địch                                            | Á quân                           | Hạng 3                           | Hạng 4                     |
| ----------------- | -------------------------------------------------- | -------------------------------- | -------------------------------- | -------------------------- |
| Iran              | 8 (1998, 2002, 2006, 2008, 2014, 2018, 2022, 2024) | 3 (2004, 2010, 2016)             | 2 (2000, 2012)                   | 1 (1992)                   |
| Hàn Quốc          | 6 (1980, 1984, 1986, 1992, 1994, 2004)             | 4 (1988, 1998, 2018, 2024)       | 4 (1990, 2014, 2016, 2022)       | 1 (2002)                   |
| Trung Quốc        | 4 (1990, 1996, 2000, 2016)                         | 4 (1984, 2008, 2012, 2014)       | 5 (1986, 1988, 1992, 1994, 2002) | 2 (1998, 2010)             |
| Nhật Bản          | 3 (1988, 2010, 2012)                               | 5 (1980, 1986, 1990, 1992, 2006) | 3 (1984, 1996, 2024)             | 4 (1994, 2000, 2004, 2016) |
| Ấn Độ             |                                                    | 3 (1994, 2002, 2022)             | 3 (1980, 2006, 2010)             | 3 (1996, 2008, 2010)       |
| Đài Bắc Trung Hoa |                                                    | 1 (1996)                         | 1 (1998)                         | 1 (2006)                   |
| Ả Rập Xê Út       |                                                    | 1 (2000)                         |                                  | 1 (1984)                   |
| Thái Lan          |                                                    |                                  | 1 (2018)                         | 2 (1990, 2022)             |
| Qatar             |                                                    |                                  | 1 (2004)                         |                            |
| Pakistan          |                                                    |                                  | 1 (2008)                         |                            |
| Indonesia         |                                                    |                                  |                                  | 3 (1980, 1988, 2024)       |
| Triều Tiên        |                                                    |                                  |                                  | 1 (1986)                   |
| Bahrain           |                                                    |                                  |                                  | 1 (2014)                   |
| Iraq              |                                                    |                                  |                                  | 1 (2018)                   |

### Đội vô địch theo khu vực
| Liên bang (Khu vực) | Nhà vô địch                                | Số danh hiệu |
| ------------------- | ------------------------------------------ | ------------ |
| EAZVA (Đông Á)      | Hàn Quốc (6), Trung Quốc (4), Nhật Bản (3) | 13 danh hiệu |
| CAZVA (Trung Á)     | Iran (8)                                   | 8 danh hiệu  |

## Chủ nhà
| Số lần tổ chức | Quốc gia    | Năm                                            |
| -------------- | ----------- | ---------------------------------------------- |
| 7              | Iran        | 1992, 1998, 2000, 2002, 2006, 2008, 2012, 2020 |
| 3              | Bahrain     | 2014, 2018, 2022                               |
| 3              | Thái Lan    | 1986, 1990, 2010                               |
| 2              | Qatar       | 1994, 2004                                     |
| 2              | Indonesia   | 1988, 2024                                     |
| 1              | Ả Rập Xê Út | 1984                                           |
| 1              | Hàn Quốc    | 1980                                           |
| 1              | Đài Loan    | 2016                                           |
| 1              | Việt Nam    | 1996                                           |

## Bảng tổng sắp huy chương
| Hạng                | Đoàn                | Vàng | Bạc | Đồng | Tổng số |
| ------------------- | ------------------- | ---- | --- | ---- | ------- |
| 1                   | Iran                | 8    | 3   | 2    | 13      |
| 2                   | Hàn Quốc            | 6    | 4   | 4    | 14      |
| 3                   | Trung Quốc          | 4    | 4   | 5    | 13      |
| 4                   | Nhật Bản            | 3    | 5   | 3    | 11      |
| 5                   | Ấn Độ               | 0    | 3   | 3    | 6       |
| 6                   | Đài Bắc Trung Hoa   | 0    | 1   | 1    | 2       |
| 7                   | Ả Rập Xê Út         | 0    | 1   | 0    | 1       |
| 8                   | Pakistan            | 0    | 0   | 1    | 1       |
| 8                   | Qatar               | 0    | 0   | 1    | 1       |
| 8                   | Thái Lan            | 0    | 0   | 1    | 1       |
| Tổng số (10 đơn vị) | Tổng số (10 đơn vị) | 21   | 21  | 21   | 63      |

## Quốc gia tham dự
- 1st – Vô địch
- 2nd – Á quân
- 3rd – Hạng 3
- 4th – Hạng 4
- •  – Không tham dự / Không vượt qua vòng loại
- – Chủ nhà
- Q – Vượt qua vòng loại cho mùa giải kế tiếp

| NămĐội            | 1980 (10) | 1984 (8) | 1986 (15) | 1988 (17) | 1990 (14) | 1992 (13) | 1994 (12) | 1996 (13) | 1998 (12) | 2000 (13) | 2002 (14) | 2004 (19) | 2006 (16) | 2008 (13) | 2010 (16) | 2012 (13) | 2014 (18) | 2016 (16) | 2018 (23) | 2022 (17) | 2024 (16) | Tổng |
| ----------------- | --------- | -------- | --------- | --------- | --------- | --------- | --------- | --------- | --------- | --------- | --------- | --------- | --------- | --------- | --------- | --------- | --------- | --------- | --------- | --------- | --------- | ---- |
| Afghanistan       | •         | •        | •         | •         | •         | •         | •         | •         | •         | •         | •         | •         | •         | •         | •         | 13th      | •         | •         | •         | •         | •         | 1    |
| Úc                | 5th       | •        | 11th      | 10th      | 8th       | 6th       | 8th       | 8th       | 7th       | 7th       | 9th       | 7th       | 7th       | 5th       | 15th      | 7th       | •         | 9th       | 7th       | 15th      | 11th      | 19   |
| Bahrain           | •         | 6th      | 10th      | 6th       | •         | 10th      | •         | •         | •         | 8th       | 6th       | 18th      | 11th      | •         | •         | •         | 4th       | 15th      | 9th       | 7th       | •         | 12   |
| Bangladesh        | •         | •        | •         | •         | •         | •         | •         | •         | •         | •         | •         | •         | •         | •         | •         | •         | •         | •         | •         | 5th       | 14th      | 2    |
| Trung Quốc        | •         | 2nd      | 3rd       | 3rd       | 1st       | 3rd       | 3rd       | 1st       | 4th       | 1st       | 3rd       | 6th       | 5th       | 2nd       | 4th       | 2nd       | 2nd       | 1st       | 5th       | 6th       | 7th       | 20   |
| Đài Bắc Trung Hoa | •         | •        | 5th       | 5th       | 5th       | 5th       | 9th       | 2nd       | 3rd       | 11th      | 7th       | 9th       | 4th       | 9th       | 6th       | 6th       | 6th       | 12th      | 6th       | 14th      | 10th      | 19   |
| Hồng Kông         | 10th      | •        | •         | 17th      | •         | •         | •         | 12th      | •         | •         | •         | •         | •         | •         | •         | •         | 17th      | 16th      | 19th      | 16th      | 12th      | 8    |
| Ấn Độ             | 3rd       | 5th      | 9th       | 7th       | 11th      | 7th       | 2nd       | 4th       | 5th       | 9th       | 2nd       | 5th       | 3rd       | 4th       | 3rd       | 4th       | 9th       | •         | 15th      | 2nd       | 6th       | 20   |
| Indonesia         | 4th       | 7th      | 6th       | 4th       | 6th       | 12th      | •         | •         | •         | •         | •         | 14th      | 12th      | 10th      | 9th       | •         | •         | •         | •         | •         | 4th       | 11   |
| Iran              | •         | •        | •         | 11th      | 9th       | 4th       | 6th       | 6th       | 1st       | 3rd       | 1st       | 2nd       | 1st       | 1st       | 2nd       | 3rd       | 1st       | 2nd       | 1st       | 1st       | 1st       | 18   |
| Iraq              | •         | 8th      | •         | 12th      | •         | •         | •         | •         | •         | •         | •         | •         | •         | •         | 13th      | •         | •         | 11th      | 4th       | 10th      | •         | 6    |
| Nhật Bản          | 2nd       | 3rd      | 2nd       | 1st       | 2nd       | 2nd       | 4th       | 3rd       | 6th       | 4th       | 10th      | 4th       | 2nd       | 7th       | 1st       | 1st       | 5th       | 4th       | 13th      | 13th      | 3rd       | 21   |
| Jordan            | •         | •        | •         | •         | •         | •         | •         | •         | •         | •         | •         | 19th      | •         | •         | •         | •         | •         | •         | 20th      | •         | •         | 2    |
| Kazakhstan        | •         | •        | •         | •         | •         | •         | •         | •         | 10th      | 12th      | •         | •         | •         | 12th      | 11th      | 9th       | 10th      | 8th       | 8th       | •         | 5th       | 9    |
| Kuwait            | 9th       | •        | 12th      | •         | 12th      | 13th      | 11th      | •         | •         | •         | 13th      | 12th      | 15th      | •         | •         | •         | 18th      | •         | •         | 17th      | 15th      | 11   |
| Ma Cao            | •         | •        | •         | •         | •         | •         | •         | •         | •         | •         | •         | •         | •         | •         | •         | •         | •         | •         | 21st      | •         | •         | 1    |
| Malaysia          | •         | •        | •         | •         | •         | •         | •         | 13th      | •         | •         | •         | •         | •         | •         | •         | •         | •         | •         | 23rd      | •         | •         | 2    |
| Maldives          | •         | •        | •         | •         | •         | •         | •         | •         | •         | •         | •         | •         | •         | 13th      | 16th      | •         | 15th      | •         | 22nd      | •         | •         | 4    |
| Myanmar           | •         | •        | •         | •         | 7th       | •         | •         | •         | •         | •         | •         | •         | •         | •         | •         | •         | •         | •         | •         | •         | •         | 1    |
| New Zealand       | •         | •        | •         | 16th      | 14th      | 8th       | •         | •         | •         | •         | •         | •         | •         | •         | 14th      | •         | 14th      | •         | 17th      | •         | •         | 6    |
| CHDCND Triều Tiên | •         | •        | 4th       | •         | •         | •         | •         | •         | •         | 10th      | •         | •         | •         | •         | •         | •         | •         | •         | •         | •         | •         | 2    |
| Oman              | •         | •        | •         | •         | •         | •         | 10th      | •         | •         | •         | •         | 8th       | •         | •         | •         | •         | •         | •         | •         | •         | •         | 2    |
| Pakistan          | •         | •        | •         | •         | •         | 9th       | 5th       | •         | 8th       | 6th       | 5th       | 13th      | 9th       | 3rd       | •         | •         | •         | 13th      | 14th      | 8th       | •         | 11   |
| Philippines       | •         | •        | •         | •         | •         | •         | •         | 11th      | •         | •         | •         | •         | •         | •         | •         | •         | •         | •         | •         | •         | •         | 1    |
| Qatar             | •         | •        | 15th      | 14th      | •         | •         | 7th       | •         | 11th      | •         | 8th       | 3rd       | 8th       | 8th       | 8th       | •         | 7th       | 10th      | 12th      | 11th      | 16th      | 14   |
| Ả Rập Xê Út       | 8th       | 4th      | 7th       | •         | 10th      | •         | 12th      | •         | •         | 2nd       | •         | 10th      | •         | •         | •         | •         | 12th      | 14th      | 16th      | 9th       | 8th       | 12   |
| Singapore         | 7th       | •        | 14th      | 13th      | •         | •         | •         | •         | •         | •         | •         | •         | •         | •         | •         | •         | •         | •         | •         | •         | •         | 3    |
| Hàn Quốc          | 1st       | 1st      | 1st       | 2nd       | 3rd       | 1st       | 1st       | 5th       | 2nd       | 5th       | 4th       | 1st       | 6th       | 6th       | 5th       | 5th       | 3rd       | 3rd       | 2nd       | 3rd       | 2nd       | 21   |
| Sri Lanka         | •         | •        | 13th      | 15th      | 13th      | 11th      | •         | 10th      | 12th      | 13th      | •         | 17th      | 14th      | 11th      | 10th      | 10th      | 11th      | 7th       | 10th      | •         | •         | 15   |
| Thái Lan          | •         | •        | 8th       | 9th       | 4th       | •         | •         | 7th       | •         | •         | 12th      | 11th      | 10th      | •         | 7th       | 8th       | 8th       | 5th       | 3rd       | 4th       | 9th       | 14   |
| Turkmenistan      | •         | •        | •         | •         | •         | •         | •         | •         | •         | •         | •         | •         | •         | •         | •         | 11th      | 13th      | 6th       | 11th      | •         | •         | 4    |
| UAE               | 6th       | •        | •         | 8th       | •         | •         | •         | •         | 9th       | •         | 11th      | 15th      | 13th      | •         | •         | •         | •         | •         | 18th      | 12th      | •         | 8    |
| Uzbekistan        | •         | •        | •         | •         | •         | •         | •         | •         | •         | •         | •         | •         | •         | •         | •         | 12th      | 16th      | •         | •         | •         | •         | 2    |
| Việt Nam          | •         | •        | •         | •         | •         | •         | •         | 9th       | •         | •         | •         | •         | •         | •         | 12th      | •         | •         | •         | •         | •         | 13th      | 3    |
| Yemen             | •         | •        | •         | •         | •         | •         | •         | •         | •         | •         | 14th      | 16th      | 16th      | •         | •         | •         | •         | •         | •         | •         | •         | 3    |

### Các đội tuyển lần đầu tham dự
| Năm  | Đội tuyển lần đầu                    | Tổng |
| ---- | ------------------------------------ | ---- |
| 1980 | Úc                                   | 10   |
| 1980 | Hồng Kông                            | 10   |
| 1980 | Ấn Độ                                | 10   |
| 1980 | Indonesia                            | 10   |
| 1980 | Nhật Bản                             | 10   |
| 1980 | Kuwait                               | 10   |
| 1980 | Ả Rập Xê Út                          | 10   |
| 1980 | Singapore                            | 10   |
| 1980 | Hàn Quốc                             | 10   |
| 1980 | Các Tiểu vương quốc Ả Rập Thống nhất | 10   |
| 1984 | Bahrain                              | 3    |
| 1984 | Trung Quốc                           | 3    |
| 1984 | Iraq                                 | 3    |
| 1986 | Đài Bắc Trung Hoa                    | 5    |
| 1986 | CHDCND Triều Tiên                    | 5    |
| 1986 | Qatar                                | 5    |
| 1986 | Sri Lanka                            | 5    |
| 1986 | Thái Lan                             | 5    |
| 1988 | Iran                                 | 2    |
| 1988 | New Zealand                          | 2    |
| 1990 | Myanmar                              | 1    |
| 1992 | Pakistan                             | 1    |
| 1994 | Oman                                 | 1    |
| 1996 | Malaysia                             | 3    |
| 1996 | Philippines                          | 3    |
| 1996 | Việt Nam                             | 3    |
| 1998 | Kazakhstan                           | 1    |
| 2000 | Không có                             | 0    |
| 2002 | Không có                             | 0    |
| 2004 | Jordan                               | 1    |
| 2006 | Không có                             | 0    |
| 2008 | Maldives                             | 1    |
| 2010 | Không có                             | 0    |
| 2012 | Afghanistan                          | 3    |
| 2012 | Turkmenistan                         | 3    |
| 2012 | Uzbekistan                           | 3    |
| 2014 | Không có                             | 0    |
| 2016 | Không có                             | 0    |
| 2018 | Ma Cao                               | 1    |
| 2022 | Bangladesh                           | 1    |
| 2024 | Không có                             | 0    |

## Giải thưởng
| Tournament         | Most Valuable Player       |
| ------------------ | -------------------------- |
| 1998 Tehran        | Alireza Nadi               |
| 2002 Tehran        | Rouhollah Kolivand         |
| 2004 Doha          | Tatsuya Fukuzawa           |
| 2006 Tehran        | Pouria Fathollahi          |
| 2008 Tehran        | Mojtaba Ghiasi             |
| 2010 Nakhon Pathom | Taiki Tsuruda              |
| 2012 Urmia         | Masahiro Sekita            |
| 2014 Manama        | Mohammad Javad Manavinejad |
| 2016 Kaohsiung     | Liu Zhihao                 |
| 2018 Riffa         | Amir Hossein Esfandiar     |
| 2022 Riffa         | Amir Mohammad Golzadeh     |

| Tournament     | Best Opposite Spiker   |
| -------------- | ---------------------- |
| 2014 Manama    | Mohamed Anan           |
| 2016 Kaohsiung | Rasoul Aghchehli       |
| 2018 Riffa     | Ali Abushanan          |
| 2022 Riffa     | Amir Mohammad Golzadeh |

| Tournament     | Best Outside Spikers   |
| -------------- | ---------------------- |
| 2014 Manama    | Amir Hossein Esfandiar |
| 2014 Manama    | Yu Yuantai             |
| 2016 Kaohsiung | Akbar Valaei           |
| 2016 Kaohsiung | Xia Runtao             |
| 2018 Riffa     | Morteza Sharifi        |
| 2018 Riffa     | Porya Yali             |
| 2022 Riffa     | Lee Yun-soo            |
| 2022 Riffa     | Kittipong Sangsak      |

| Tournament     | Best Middle Blockers |
| -------------- | -------------------- |
| 2014 Manama    | Sahand Allah Verdian |
| 2014 Manama    | Zhang Zhejia         |
| 2016 Kaohsiung | Ali Asghar Mojarad   |
| 2016 Kaohsiung | Tao Zixuan           |
| 2018 Riffa     | Soranan Nuampara     |
| 2018 Riffa     | Mehran Feyz          |
| 2022 Riffa     | Dushyan Singh        |
| 2022 Riffa     | Erfan Norouzi        |

| Tournament         | Best Setter       |
| ------------------ | ----------------- |
| 1998 Tehran        | Mohammad Shariati |
| 2002 Tehran        | Behzad Behnejad   |
| 2004 Doha          | You Kwang-woo     |
| 2006 Tehran        | Shogo Okamoto     |
| 2008 Tehran        | Farhad Salafzoun  |
| 2010 Nakhon Pathom | Xu Xiantao        |
| 2012 Urmia         | Mao Tianyi        |
| 2014 Manama        | Yu Yaochen        |
| 2016 Kaohsiung     | Javad Karimi      |
| 2018 Riffa         | Choi Ik-je        |
| 2022 Riffa         | Arshia Behnezhad  |

| Tournament         | Best Libero     |
| ------------------ | --------------- |
| 2010 Nakhon Pathom | Satoshi Ide     |
| 2012 Urmia         | Raita Takino    |
| 2014 Manama        | Lee Sang-uk     |
| 2016 Kaohsiung     | Oh Eun-ryeol    |
| 2018 Riffa         | Park Kyeong-min |
| 2022 Riffa         | Karthikeyan K   |

## Các giải thưởng trước đây
| Tournament         | Best Scorer         |
| ------------------ | ------------------- |
| 1998 Tehran        | Behnam Mahmoudi     |
| 2004 Doha          | Hiromitsu Matsuzaki |
| 2006 Tehran        | Hiromitsu Matsuzaki |
| 2008 Tehran        | Dai Qingyao         |
| 2010 Nakhon Pathom | Dai Qingyao         |
| 2012 Urmia         | Javad Hosseinabadi  |

| Tournament         | Best Spiker          |
| ------------------ | -------------------- |
| 1998 Tehran        | Mohammad Torkashvand |
| 2002 Tehran        | Yuan Zhi             |
| 2004 Doha          | Mohammad Soleimani   |
| 2006 Tehran        | Guttikonda Pradeep   |
| 2008 Tehran        | Dai Qingyao          |
| 2010 Nakhon Pathom | Song Jianwei         |
| 2012 Urmia         | Jin Zhihong          |

| Tournament         | Best Server           |
| ------------------ | --------------------- |
| 1998 Tehran        | Behnam Mahmoudi       |
| 2002 Tehran        | Rouhollah Kolivand    |
| 2004 Doha          | Lim Si-hyung          |
| 2006 Tehran        | Mansour Zadvan        |
| 2008 Tehran        | Farhad Salafzoun      |
| 2010 Nakhon Pathom | Song Jianwei          |
| 2012 Urmia         | Alireza Nasr Esfahani |

| Tournament         | Best Blocker       |
| ------------------ | ------------------ |
| 1998 Tehran        | Liu Yuyi           |
| 2002 Tehran        | Davoud Moghbeli    |
| 2004 Doha          | Jumah Faraj        |
| 2006 Tehran        | Mohammad Mousavi   |
| 2008 Tehran        | Alireza Jadidi     |
| 2010 Nakhon Pathom | G. R. Vaishnav     |
| 2012 Urmia         | Dipesh Kumar Sinha |

| Tournament  | Best Receiver |
| ----------- | ------------- |
| 2002 Tehran | Farhad Zarif  |
| 2004 Doha   | Salem Mansour |
| 2006 Tehran | Chien Wei-lun |
| 2008 Tehran | Shahrukh Khan |

| Tournament  | Best Digger         |
| ----------- | ------------------- |
| 2004 Doha   | Arash Sadeghiani    |
| 2006 Tehran | Tomohiko Sakanashi  |
| 2008 Tehran | Golmohammad Sakhavi |